# Урмі
У́рмі (ест. Urmi küla) — село в Естонії, у волості Елва повіту Тартумаа.

## Населення
Чисельність населення на 31 грудня 2011 року становила 42 особи.

## Географія
Поблизу населеного пункту проходить автошлях 22159 (Елва — Палупера — Кягрі).

## Історія
До 24 жовтня 2017 року село входило до складу волості Палупера повіту Валґамаа.